# Charles Leclerc
Charles Marc Hervé Perceval Leclerc (pronunciación en francés: /ʃaʁl ləklɛʁ/, Montecarlo, Mónaco; 16 de octubre de 1997), más conocido como Charles Leclerc, es un piloto de automovilismo monegasco. Fue campeón de la Copa Mundial de Karting en 2011, y de GP3 Series en 2016 y del Campeonato de Fórmula 2 de la FIA en 2017, ambas como debutante. Debutó al año siguiente en Fórmula 1 con el equipo Sauber en 2018. Desde 2019 es piloto de la escudería Ferrari, resultando subcampeón en 2022, y tercero en 2024.
Fue miembro de la Academia de pilotos de Ferrari desde 2014 hasta 2018. Además, es el hermano mayor del también piloto de automovilismo Arthur Leclerc, que fue miembro de la academia desde 2020 hasta 2023 y actualmente es piloto de desarrollo de la escudería Ferrari. En los entrenamientos libres del Gran Premio de Abu Dabi de 2024 su hermano hizo su debut en la Fórmula 1, siendo la primera vez en la historia de la categoría que dos hermanos comparten equipo en una sesión oficial.

## Carrera

### Karting
Nacido en Mónaco, Leclerc comenzó su carrera de karting en 2005, ganando el Campeonato PACA de Francia en 2005, 2006 y 2008. En 2009 se convirtió en campeón de cadetes del campeonato francés antes de ascender a la KF3 en 2010, donde ganó la Copa Kart Junior de Mónaco. Continuó en la clase KF3 para el 2011, ganando esta categoría del Campeonato Mundial de Karting, entre otros títulos. Durante este año, Leclerc se convirtió en miembro de la compañía ARM.
Leclerc ganó en la categoría KF2 en 2012 con el equipo de ART Grand Prix, ganador del título WSK Euro Series, así como segundo en el Campeonato Europeo KF2 de CIK-FIA y en el Campeonato Mundial de Karting Sub-18 de CIK-FIA.
En su último año de karting en 2013, Leclerc obtuvo la sexta posición en el Campeonato de Europa KZ de CIK-FIA y terminó segundo en el Campeonato Mundial KZ de CIK-FIA, detrás del actual piloto del Red Bull Racing, Max Verstappen.

### Fórmula Renault 2.0
Leclerc debutó en los monoplazas en 2014, corriendo en el campeonato de Fórmula Renault 2.0 Alpes para el equipo británico Fortec Motorsports. Durante la temporada, consiguió siete podios, incluyendo una doble victoria en Monza, para terminar segundo en el campeonato detrás de Nyck de Vries. Leclerc también ganó el título de Mejor Novato en la última carrera de la temporada en Jerez, terminando por delante del adolescente ruso Matevos Isaakyan.
Leclerc también participó en una temporada parcial de la Eurocopa de Fórmula Renault 2.0 con Fortec como piloto invitado. En las seis carreras que disputó, terminó tres veces en el podio, ocupando el segundo lugar en Nürburgring, seguido de un par de segundos puestos en Hungaroring.

### Campeonato Europeo de Fórmula 3 de la FIA

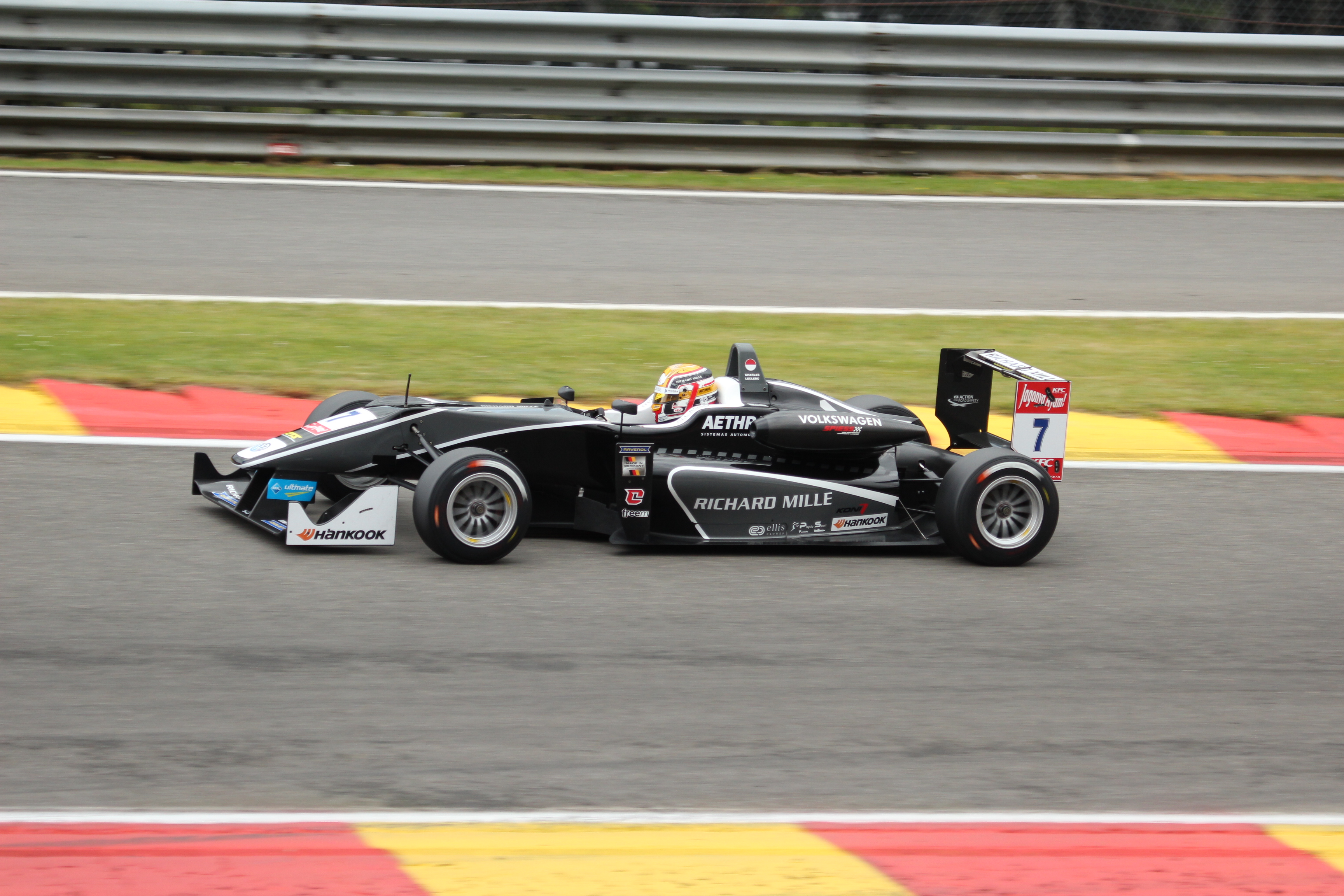
Leclerc en Fórmula 3 Europea 2015.

Leclerc debutó en Fórmula 3 en 2015, compitiendo en el Campeonato Europeo de Fórmula 3. En la primera ronda de la temporada, en Silverstone, Leclerc terminó  12°, 2° y 1° en las tres carreras, respectivamente. Obtuvo su segunda victoria en la siguiente ronda en Hockenheimring, ganando la tercera carrera, además de obtener dos podios en las dos primeras carreras. Leclerc ganó su tercera carrera en la primera de Spa-Francorchamps que lo vio tomar la delantera en el campeonato.
Tras estos éxitos iniciales los resultados decayeron; no subió más al podio desde la fecha 7; pero eso no le impidió ganar el Campeonato de Novatos.

### GP3 Series
En diciembre de 2015, Leclerc participó en las pruebas de postemporada con los equipos ART Grand Prix y Arden International. En febrero de 2016, Nyck de Vries confirmó que Leclerc correría en la temporada 2016. ART firmó con Leclerc la semana siguiente.
El monegasco finalmente se consagraría campeón con una ventaja de 25 puntos sobre el segundo, Alexander Albon, con un total de 3 victorias.

### Campeonato de Fórmula 2 de la FIA

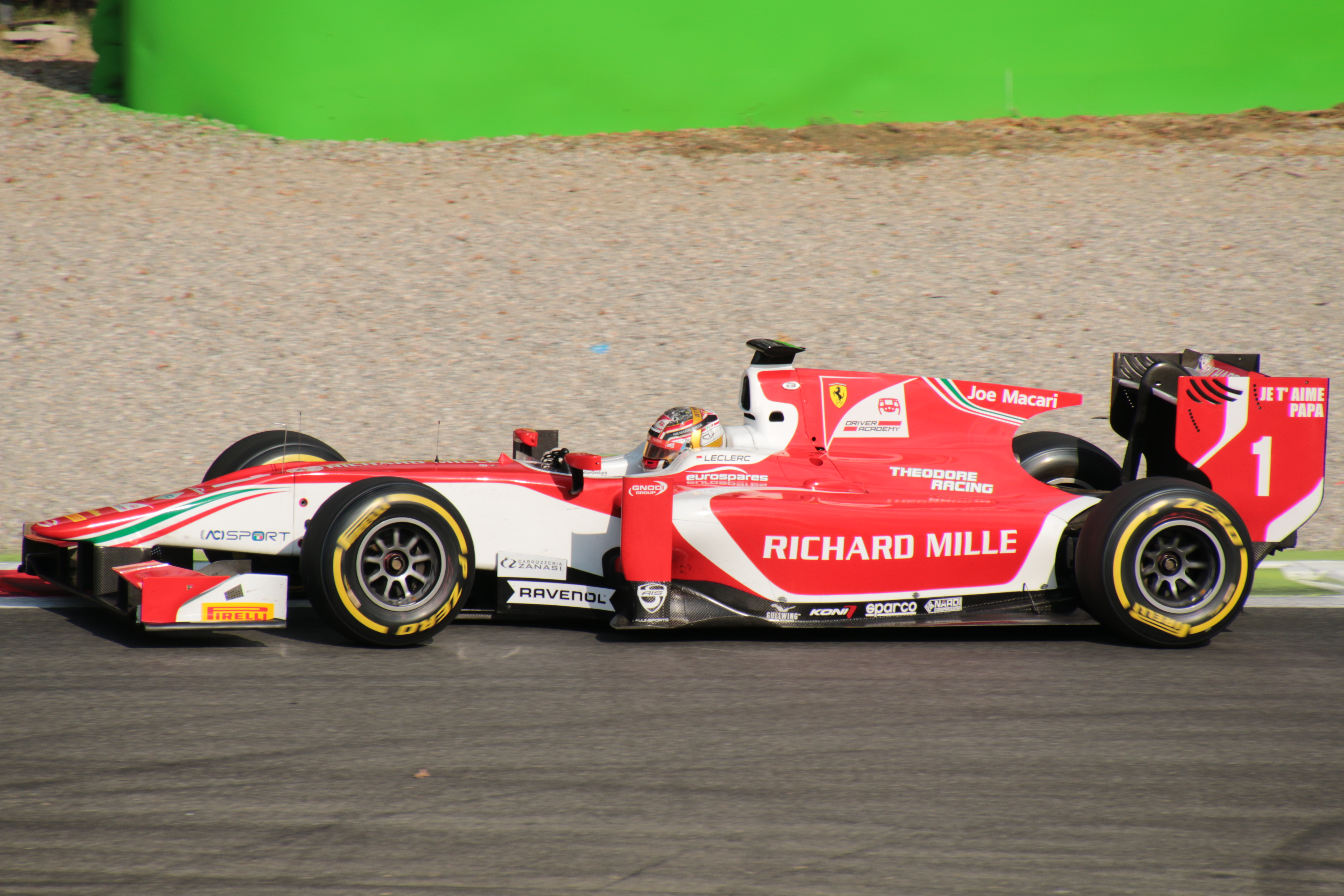
Charles Leclerc en el Campeonato de Fórmula 2 de la FIA 2017.

Leclerc disputó la temporada 2017 del Campeonato de Fórmula 2, sucesora de GP2 Series, con el equipo Prema. Ganó 2 de las 4 primeras carreras del torneo, pero tuvo doble abandono en la fecha del Principado de Mónaco. Posteriormente volvió a ganar en las carreras largas de Bakú, Spielberg y Silverstone.
En octubre se consagró campeón tras ganar la carrera número 19 de la temporada, sumando su sexta victoria, a falta de disputarse otras tres carreras.

### Fórmula 1
En marzo de 2016, se anunció que Leclerc sería uno de los dos conductores de la Academia de pilotos de Ferrari y que sería piloto de desarrollo para Haas F1 Team y Scuderia Ferrari. Como parte de su papel como tercer piloto, Leclerc participó en sesión de prácticas de 4 GGPP en la temporada.

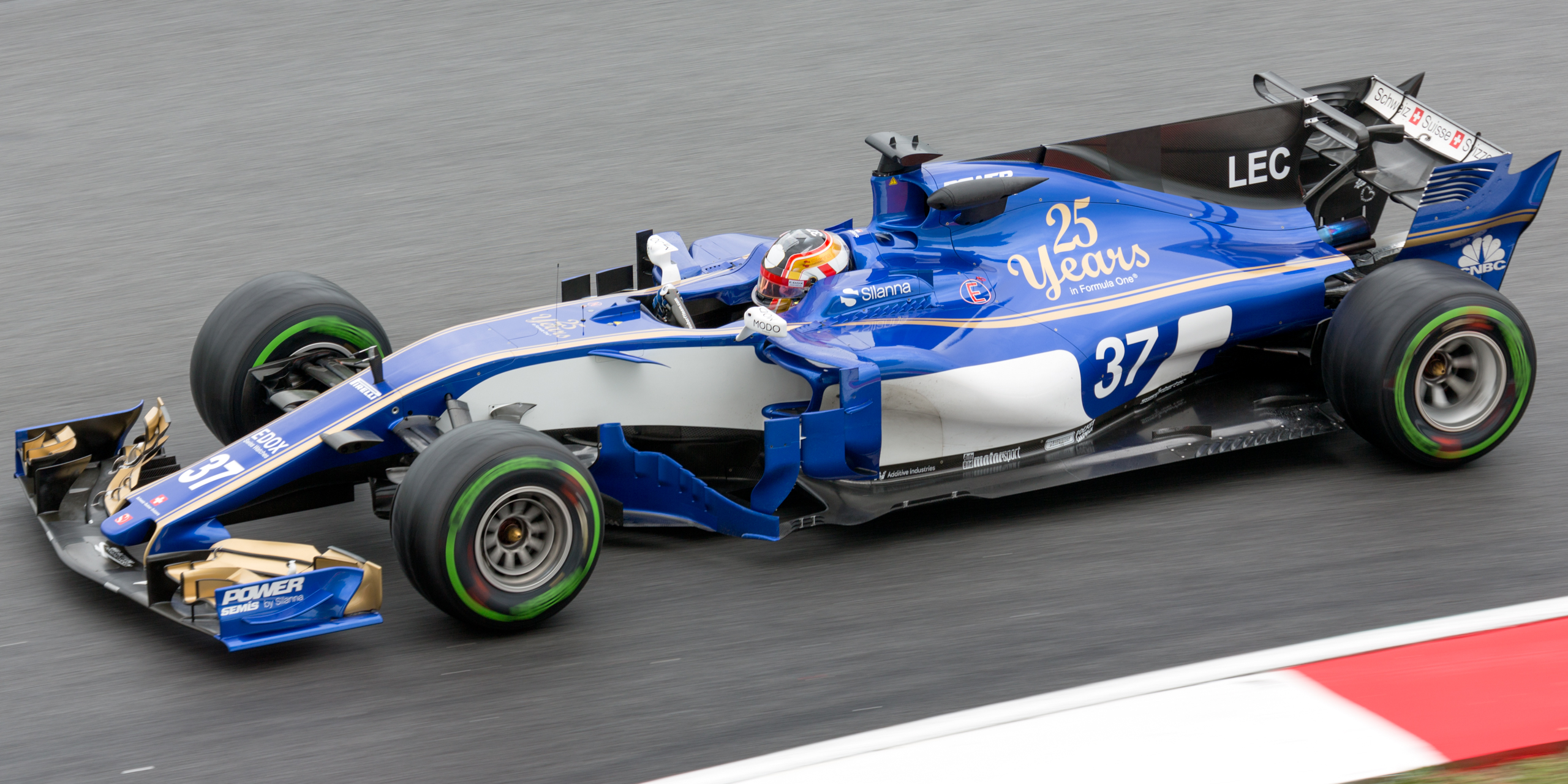
Leclerc en las pruebas libres del Gran Premio de Malasia de 2017, conduciendo un Sauber C36.

En septiembre del año siguiente se confirmó que el monegasco remplazaría a Marcus Ericsson en Sauber en los libres de Malasia, Estados Unidos, México y Brasil.

#### Sauber (2018)

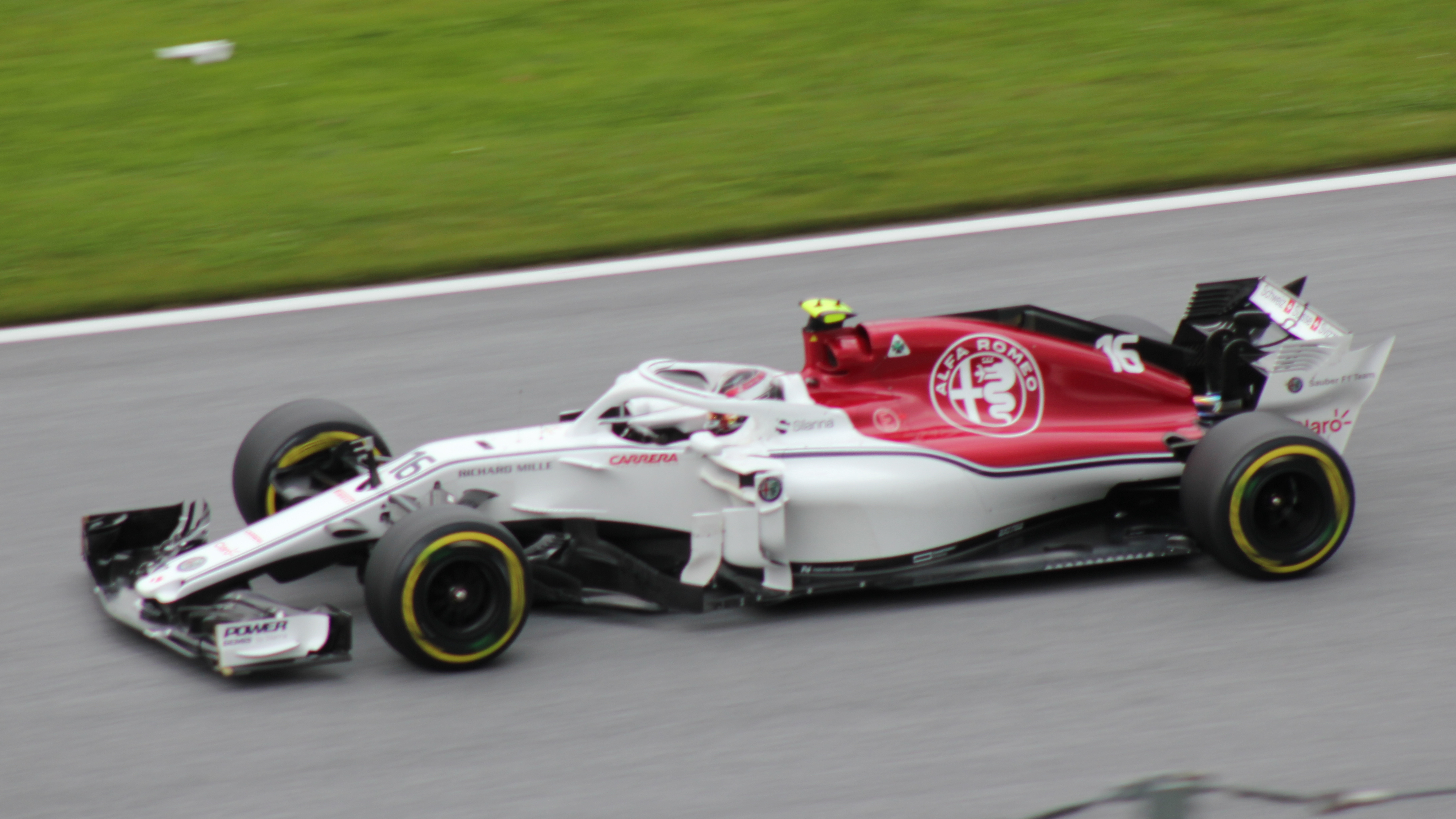
Charles pilotando el C37 en el Gran Premio de Austria.

Tras finalizar la temporada 2017 de Fórmula 1, se dio a conocer la asociación de la compañía italiana Alfa Romeo con el equipo Sauber, y pocos días después se presentó el monoplaza de 2018, junto a sus dos próximos pilotos: Marcus Ericsson y Leclerc, este remplazando a Pascal Wehrlein.
Con un gran inicio en la temporada, Charles logró en tan solo 8 carreras igualar a su compañero Marcus Ericsson en puntos (considerando que tiene 83 carreras, mientras Leclerc 8). Debido a esto y entre otras cosas (como llegar a la Q3 y calificando como 8° en Francia o su 6° lugar en Azerbaiyán), rumores lo apuntan a una llegada a la Scuderia Ferrari.
Volvió a sumar en el Red Bull Ring, en un 9-10 de Sauber, que no puntuaba con sus dos pilotos desde inicios 2015.

#### Ferrari (2019-presente)

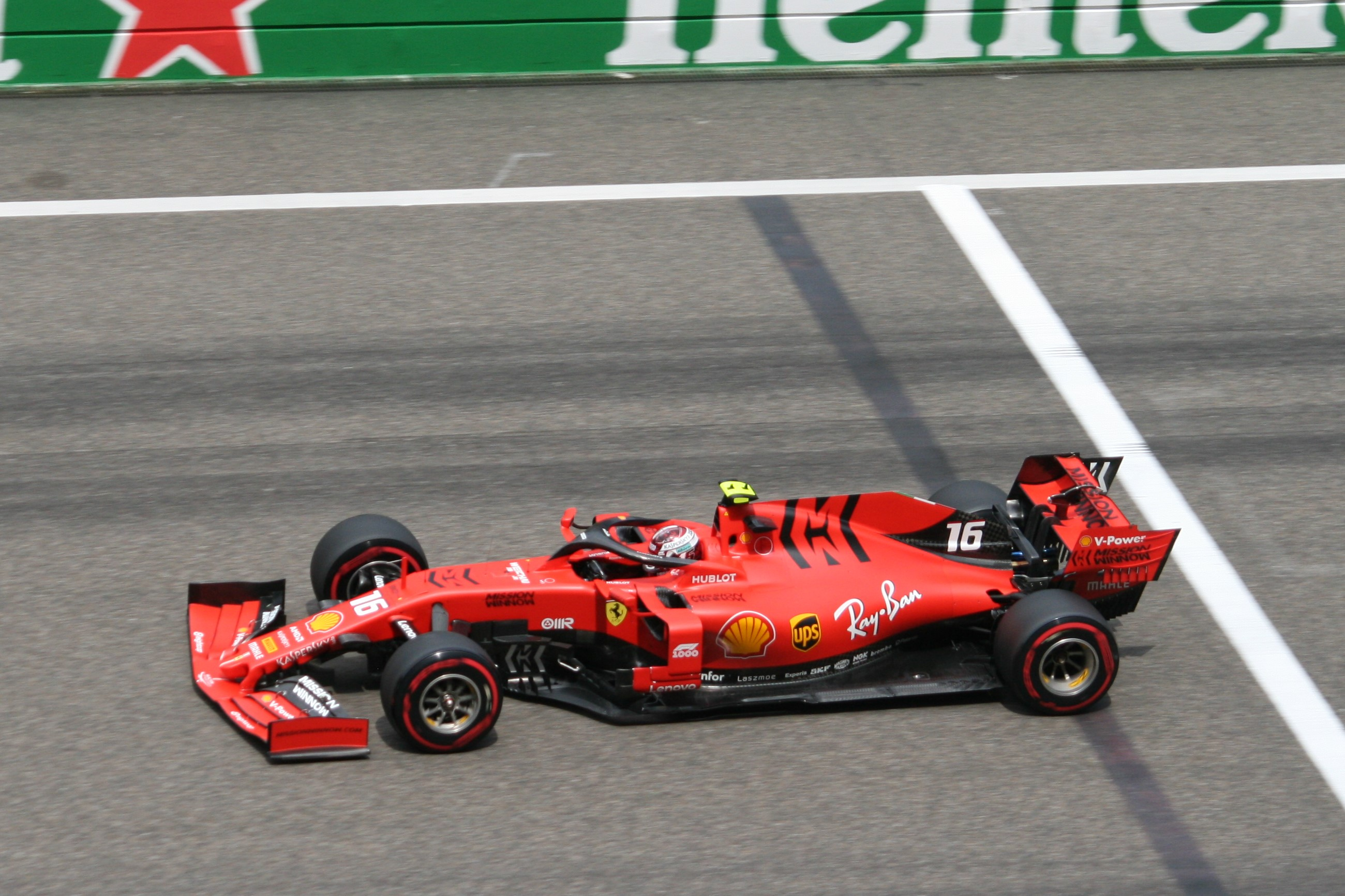
Leclerc en el GP de China.

Charles es compañero de Sebastian Vettel y sustituto de Kimi Räikkönen en la Scuderia Ferrari a partir de 2019. Es el segundo piloto más joven de la historia en correr con Ferrari, solo detrás de Ricardo Rodríguez, que lo hizo con menos de 20 años en 1961.
El 30 de marzo, y después de haber dominado las prácticas libres 1 y 3, Leclerc se llevó la pole position en el Gran Premio de Baréin con un tiempo de 1’ 27” 866, a 294 milésimas de su compañero Sebastian Vettel y rompiendo el récord de pista. En carrera, tuvo un problema de motor y terminó tercero, subiendo así su primer podio en la categoría. Tras tres carreras consecutivas siendo quinto, en su Gran Premio de casa tuvo un choque intentando remontar desde los últimos lugares, lo que le obligó a abandonar. En Canadá y Francia, Leclerc finalizó tercero.
En Austria volvió a hacer la pole el sábado, pero en carrera fue superado por Max Verstappen. En una maniobra de adelantamiento del de Red Bull a Leclerc, ambos monoplazas se chocaron, pero la FIA, dos horas después de haber finalizado el Gran Premio, determinó que era válida.
Sumó su cuarto podio al hilo en Gran Bretaña, pero en Alemania abandonó por un despiste en superficie mojada. Dos carreras más tarde, en el GP de Bélgica, Leclerc hizo la pole y finalmente ganó su primera carrera en la categoría y la primera de un piloto monegasco, siendo líder en la mayor parte de las vueltas. Las celebraciones de su primera victoria se vieron afectadas por la muerte de Anthoine Hubert el día sábado en la carrera de Fórmula 2. Una semana después consiguió su cuarta pole de la temporada en el circuito de Monza, que le serviría para amarrar la victoria al día siguiente (la primera de Ferrari en Italia desde 2010). En Singapur largó en la primera posición nuevamente, pero perdió la carrera con su compañero Vettel, y en Rusia la cuarta pole consecutiva significó la primera vez que un piloto de Ferrari logró este hecho desde 2001 (esa vez Michael Schumacher). Finalmente, terminó cuarto en el campeonato con 264 que incluyeron 7 poles, 2 victorias y 10 podios.
Leclerc tiene contrato con Ferrari hasta la temporada 2024.
El piloto monegasco se encontró en 2020 con un Ferrari que se mostraba claramente menos competitivo que años anteriores, pero aun así, en la primera carrera de la temporada en Austria, combinando algo de fortuna con una gran determinación en sus adelantamientos, logró finalizar en una excelente segunda plaza, beneficiándose de una sanción a Lewis Hamilton. En las dos carreras siguientes, el monegasco no agregó más puntos a su casillero tras un accidente con su compañero Sebastian Vettel en Estiria y de sufrir mucho con las gomas blandas en Hungría. Sin embargo, se rehízo rápidamente logrando su segundo podio de la temporada en Gran Bretaña, una tercera posición beneficiado por el pinchazo de Valtteri Bottas en los últimos giros. Una semana después, en el mismo trazado, remontó desde el octavo puesto de salida hasta el cuarto. 
En el 2021, Leclerc empezó una nueva etapa con Carlos Sainz que sustituye a  Vettel. Este mismo año en el Gran Premio de Mónaco, consigue la pole, pero no consigue ni siquiera disputar la carrera al día siguiente por un problema en su monoplaza. Leclerc había chocado en la clasificación tras marcar el mejor registro y esto dañó el palier del Ferrari SF21. Sainz largó tercero y finalizó segundo por detrás de Verstappen. En la siguiente carrera, en Bakú, Leclerc obtuvo otra pole, beneficiado por una bandera roja antes del final de la sesión. En la carrera, Leclerc perdió rápidamente el liderato y terminó cuarto.
En el Gran Premio de Australia de 2022 logró su primer Grand Chelem de su historial en la categoría.
En el Gran Premio de Azerbaiyán de Fórmula 1 de 2023, se implementó un nuevo formato de competencia que incluyó clasificatorios los viernes, una "qualy" para la carrera sprint y la carrera sprint el sábado, y el Gran Premio el domingo. En la primera sesión de actividades de este nuevo programa, Charles Leclerc de Ferrari logró la pole position, asegurando su lugar al frente de la parrilla para la carrera sprint y el Gran Premio. Además, esta fue la tercera pole consecutiva de Leclerc en Bakú y su primera pole del año 2023.
El 26 de mayo de 2024 ganó el Gran Premio de Mónaco, logrando conseguir el triunfo en su lugar de nacimiento.

## Vida personal

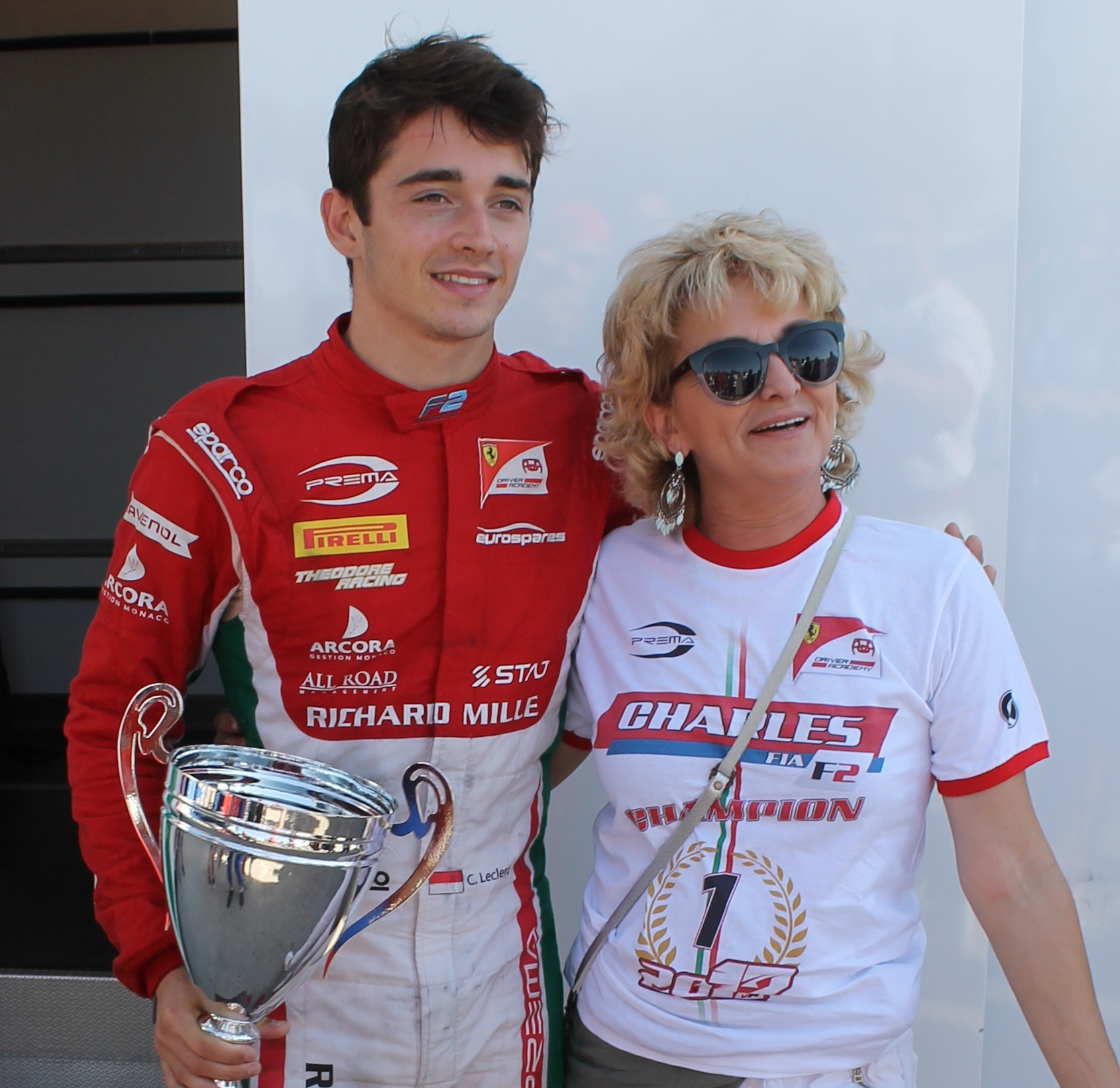
Leclerc (izquierda) con su madre, Pascale, después de ganar el Campeonato de Fórmula 2 de la FIA de 2017.

Charles Marc Hervé Perceval Leclerc nació el 16 de octubre de 1997 en Montecarlo, Mónaco. Su padre, Hervé Leclerc, fue un piloto de carreras que compitió en Fórmula 3 en los años ochenta y noventa. Murió en 2017 después de una larga enfermedad, a los 54 años, cuatro días antes que su hijo ganara la carrera larga en la ronda de Bakú de Fórmula 2. Antes de su muerte, Leclerc le mintió a su padre diciéndole que había firmado un contrato de Fórmula 1 para la temporada 2018; firmó con Sauber más tarde ese año. Su madre, Pascale Leclerc, es una expeluquera que regentaba una salón de belleza en Fontvieille. Su abuelastro paterno fundó el Grupo Novares, una empresa manufacturera francesa; él ayudó a cubrir gastos varios a lo largo de su carrera en el karting, pero no de las carreras en sí. Leclerc estudió en el Lycée Albert Premier en Mónaco-Ville.
Su hermanastro materno mayor, Lorenzo Tolotta-Leclerc, era el mejor amigo de Jules Bianchi, quien fue el padrino de Leclerc hasta su muerte en 2015 y su mecánico en las carreras de karts. Al igual que Jules, Leclerc se unió a la empresa de gestión All Road Management, encabezada por Nicolas Todt. Su hermano menor, Arthur, también es piloto y ha competido en carreras de monoplazas y gran turismos, ganando el Campeonato de Fórmula Regional Asiática en 2022.
Es nieto de Charles Manni, fundador de Mecaplast, ahora Novares Group, una empresa dedicada a la fabricación de piezas de automóviles. Fue fundada en Mónaco en 1955. Se convirtió en líder mundial en el sector de la automoción y principal proveedor de General Motors. Actualmente, Novares Group ofrece productos y servicios a fabricantes como Ford, Renault-Nissan-Dacia, BMW, General Motors, Honda, Jaguar Land Rover, Volkswagen, Toyota y Suzuki, entre otros.
Leclerc destaca a Ayrton Senna como referente en su formación como piloto.
Mantuvo una relación sentimental con la modelo napolitana Giada Gianni entre 2015 y 2019 y más tarde con Charlotte Siné, influyente, modelo y arquitecta monegasca, con quien rompió en diciembre de 2022 tras tres años de relación. Desde 2023, se le vincula con la tiktoker y ex estudiante del arte Alexandra Saint Mleux.
Es católico y se ha declarado "creyente no practicante". Ha reconocido que se considera un "hombre de familia" y que tiene el deseo de convertirse en padre de tres hijos en un futuro.
Habla francés, italiano, inglés y un poco de español.

## Otras actividades
En el año 2018 fue nombrado embajador de la Fundación Princesa Charlene de Mónaco. En 2020 asistió a la Cruz Roja de Mónaco, entregando alimentos y transporte de equipo hospitalario en medio de la pandemia de COVID-19 en el país. También apoyó las campañas de recaudación de fondos para la Cruz Roja Italiana, alentando donaciones para sus esfuerzos de ayuda.
En 2020, Leclerc apareció en la película «Le Grand Rendez-vous», versión remasterizada del cortometraje de 1976 «C'était un rendez-vous». En el mismo año se convirtió en modelo de respaldo del fabricante de ropa Giorgio Armani. Es embajador de la marca de joyas APM Monaco y de la marca de relojes de lujo Richard Mille, modelo de Ray-Ban e imagen de campañas publicitarias de Sky Wifi Italia, entre otras actividades.
Desde 2022, se convierte en Presidente y cofundador de All Time.
En 2023 inicia su carrera como músico con la canción escrita e interpretada por él en piano, titulada "AUS23 (1:1)" haciendo referencia al GP de Australia, debido a que fue estrenada durante el fin de semana de ese gran premio. El 8 de mayo del mismo año, publicó su segunda canción bajo el nombre de "MIA23 (1:2)".
El 13 de agosto de 2023 a las 10 p. m., la radio Classic FM emitió en primicia el nuevo tema de Leclerc, "MON23 (1:3)", escrito en alusión al último Gran Premio de Mónaco. A las 00:00h del día siguiente, fue publicado en las plataformas digitales.
Entre sus artistas favoritos, se encuentran Hans Zimmer y la banda británica Coldplay.
Desde octubre de 2023, la agencia William Morris Endeavor (WME) representará a Charles Leclerc en proyectos comerciales y de entretenimiento.

## Resumen de carrera
| Temporada | Categoría                                 | Equipo                          | Carreras          | Victorias         | Poles             | VR                | Podios            | Puntos            | Pos.              |
| --------- | ----------------------------------------- | ------------------------------- | ----------------- | ----------------- | ----------------- | ----------------- | ----------------- | ----------------- | ----------------- |
| 2014      | Fórmula Renault 2.0 Alpes                 | Fortec Motorsports              | 14                | 3                 | 1                 | 0                 | 7                 | 199               | 2.º               |
| 2014      | Eurocopa de Fórmula Renault 2.0           | Fortec Motorsports              | 6                 | 0                 | 0                 | 0                 | 3                 | 0                 | NC†               |
| 2015      | Campeonato Europeo de Fórmula 3 de la FIA | Van Amersfoort Racing           | 33                | 4                 | 3                 | 5                 | 13                | 363.5             | 4.º               |
| 2015      | Gran Premio de Macao                      | Van Amersfoort Racing           | 1                 | 0                 | 0                 | 0                 | 1                 | N/A               | 2.º               |
| 2016      | Fórmula 1                                 | Scuderia Ferrari                | Piloto de pruebas | Piloto de pruebas | Piloto de pruebas | Piloto de pruebas | Piloto de pruebas | Piloto de pruebas | Piloto de pruebas |
| 2016      | Fórmula 1                                 | Haas F1 Team                    | Piloto de pruebas | Piloto de pruebas | Piloto de pruebas | Piloto de pruebas | Piloto de pruebas | Piloto de pruebas | Piloto de pruebas |
| 2016      | GP3 Series                                | ART Grand Prix                  | 18                | 3                 | 4                 | 4                 | 8                 | 202               | 1.º               |
| 2017      | Fórmula 1                                 | Scuderia Ferrari                | Piloto de pruebas | Piloto de pruebas | Piloto de pruebas | Piloto de pruebas | Piloto de pruebas | Piloto de pruebas | Piloto de pruebas |
| 2017      | Fórmula 1                                 | Sauber F1 Team                  | Piloto de pruebas | Piloto de pruebas | Piloto de pruebas | Piloto de pruebas | Piloto de pruebas | Piloto de pruebas | Piloto de pruebas |
| 2017      | Campeonato de Fórmula 2 de la FIA         | PREMA Racing                    | 22                | 7                 | 8                 | 4                 | 10                | 282               | 1.º               |
| 2018      | Fórmula 1                                 | Alfa Romeo Sauber F1 Team       | 21                | 0                 | 0                 | 0                 | 0                 | 39                | 13.º              |
| 2018      | Fórmula 1                                 | Scuderia Ferrari                | Piloto de pruebas | Piloto de pruebas | Piloto de pruebas | Piloto de pruebas | Piloto de pruebas | Piloto de pruebas | Piloto de pruebas |
| 2019      | Fórmula 1                                 | Scuderia Ferrari                | 11                | 2                 | 5                 | 0                 | 8                 | 264               | 4.º               |
| 2019      | Fórmula 1                                 | Scuderia Ferrari Mission Winnow | 10                | 2                 | 5                 | 0                 | 8                 | 264               | 4.º               |
| 2020      | Fórmula 1                                 | Scuderia Ferrari                | 17                | 0                 | 0                 | 0                 | 2                 | 98                | 8.º               |
| 2021      | Fórmula 1                                 | Scuderia Ferrari Mission Winnow | 12                | 0                 | 2                 | 0                 | 1                 | 159               | 7.º               |
| 2021      | Fórmula 1                                 | Scuderia Ferrari                | 9                 | 0                 | 2                 | 0                 | 1                 | 159               | 7.º               |
| 2022      | Fórmula 1                                 | Scuderia Ferrari                | 22                | 3                 | 9                 | 3                 | 11                | 308               | 2.º               |
| 2023      | Fórmula 1                                 | Scuderia Ferrari                | 21                | 0                 | 5                 | 0                 | 6                 | 206               | 5.º               |
| 2024      | Fórmula 1                                 | Scuderia Ferrari                | 5                 | 3                 | 3                 | 3                 | 13                | 356               | 3.º               |
| 2024      | Fórmula 1                                 | Scuderia Ferrari HP             | 19                | 3                 | 3                 | 3                 | 13                | 356               | 3.º               |
| 2025      | Fórmula 1                                 | Scuderia Ferrari HP             | Disputándose      | Disputándose      | Disputándose      | Disputándose      | Disputándose      | Disputándose      | Disputándose      |
| Fuentes:  |                                           |                                 |                   |                   |                   |                   |                   |                   |                   |

- † No obtuvo puntos ya que era piloto invitado.

### Pole positionsen Fórmula 1
| N.º     | Año  | Gran Premio                        | Constructor | Circuito                         | Total |
| ------- | ---- | ---------------------------------- | ----------- | -------------------------------- | ----- |
| 1       | 2019 | Gran Premio de Baréin              | Ferrari     | Circuito Internacional de Baréin | 26    |
| 2       | 2019 | Gran Premio de Austria             | Ferrari     | Red Bull Ring                    | 26    |
| 3       | 2019 | Gran Premio de Bélgica             | Ferrari     | Circuito de Spa-Francorchamps    | 26    |
| 4       | 2019 | Gran Premio de Italia              | Ferrari     | Autodromo Nazionale di Monza     | 26    |
| 5       | 2019 | Gran Premio de Singapur            | Ferrari     | Circuito callejero de Marina Bay | 26    |
| 6       | 2019 | Gran Premio de Rusia               | Ferrari     | Autódromo de Sochi               | 26    |
| 7       | 2019 | Gran Premio de México              | Ferrari     | Autódromo Hermanos Rodríguez     | 26    |
| 8       | 2021 | Gran Premio de Mónaco              | Ferrari     | Circuito de Mónaco               | 26    |
| 9       | 2021 | Gran Premio de Azerbaiyán          | Ferrari     | Circuito callejero de Bakú       | 26    |
| 10      | 2022 | Gran Premio de Baréin              | Ferrari     | Circuito Internacional de Baréin | 26    |
| 11      | 2022 | Gran Premio de Australia           | Ferrari     | Circuito de Albert Park          | 26    |
| 12      | 2022 | Gran Premio de Miami               | Ferrari     | Autódromo Internacional de Miami | 26    |
| 13      | 2022 | Gran Premio de España              | Ferrari     | Circuito de Barcelona-Cataluña   | 26    |
| 14      | 2022 | Gran Premio de Mónaco              | Ferrari     | Circuito de Mónaco               | 26    |
| 15      | 2022 | Gran Premio de Azerbaiyán          | Ferrari     | Circuito callejero de Bakú       | 26    |
| 16      | 2022 | Gran Premio de Francia             | Ferrari     | Circuito Paul Ricard             | 26    |
| 17      | 2022 | Gran Premio de Italia              | Ferrari     | Autodromo Nazionale di Monza     | 26    |
| 18      | 2022 | Gran Premio de Singapur            | Ferrari     | Circuito callejero de Marina Bay | 26    |
| 19      | 2023 | Gran Premio de Azerbaiyán          | Ferrari     | Circuito callejero de Bakú       | 26    |
| 20      | 2023 | Gran Premio de Bélgica             | Ferrari     | Circuito de Spa-Francorchamps    | 26    |
| 21      | 2023 | Gran Premio de los Estados Unidos  | Ferrari     | Circuito de las Américas         | 26    |
| 22      | 2023 | Gran Premio de la Ciudad de México | Ferrari     | Autódromo Hermanos Rodríguez     | 26    |
| 23      | 2023 | Gran Premio de Las Vegas           | Ferrari     | Circuito callejero de Las Vegas  | 26    |
| 24      | 2024 | Gran Premio de Mónaco              | Ferrari     | Circuito de Mónaco               | 26    |
| 25      | 2024 | Gran Premio de Bélgica             | Ferrari     | Circuito de Spa-Francorchamps    | 26    |
| 26      | 2024 | Gran Premio de Azerbaiyán          | Ferrari     | Circuito callejero de Bakú       | 26    |
| Fuente: |      |                                    |             |                                  |       |

### Vueltas rápidas en Fórmula 1
| N.º     | Año  | Gran Premio                        | Constructor | Circuito                         | Total |
| ------- | ---- | ---------------------------------- | ----------- | -------------------------------- | ----- |
| 1       | 2019 | Gran Premio de Baréin              | Ferrari     | Circuito Internacional de Baréin | 9     |
| 2       | 2019 | Gran Premio de Azerbaiyán          | Ferrari     | Circuito callejero de Bakú       | 9     |
| 3       | 2019 | Gran Premio de México              | Ferrari     | Autódromo Hermanos Rodríguez     | 9     |
| 4       | 2019 | Gran Premio de los Estados Unidos  | Ferrari     | Circuito de las Américas         | 9     |
| 5       | 2022 | Gran Premio de Baréin              | Ferrari     | Circuito Internacional de Baréin | 9     |
| 6       | 2022 | Gran Premio de Arabia Saudita      | Ferrari     | Circuito de la Corniche de Yeda  | 9     |
| 7       | 2022 | Gran Premio de Australia           | Ferrari     | Circuito de Albert Park          | 9     |
| 8       | 2024 | Gran Premio de Arabia Saudita      | Ferrari     | Circuito de la Corniche de Yeda  | 9     |
| 9       | 2024 | Gran Premio de Australia           | Ferrari     | Circuito de Albert Park          | 9     |
| 10      | 2024 | Gran Premio de la Ciudad de México | Ferrari     | Autódromo Hermanos Rodríguez     | 9     |
| Fuente: |      |                                    |             |                                  |       |

## Resultados

### Campeonato Europeo de Fórmula 3 de la FIA
(Clave) (negrita indica pole position) (cursiva indica vuelta rápida)

| Año  | Escudería             | Motor      | 1        | 2     | 3       | 4       | 5     | 6       | 7       | 8     | 9     | 10      | 11        | 12    | 13    | 14      | 15      | 16    | 17      | 18      | 19      | 20        | 21       | 22      | 23      | 24      | 25      | 26      | 27      | 28      | 29      | 30      | 31      | 32       | 33       | Pos. | Puntos |
| ---- | --------------------- | ---------- | -------- | ----- | ------- | ------- | ----- | ------- | ------- | ----- | ----- | ------- | --------- | ----- | ----- | ------- | ------- | ----- | ------- | ------- | ------- | --------- | -------- | ------- | ------- | ------- | ------- | ------- | ------- | ------- | ------- | ------- | ------- | -------- | -------- | ---- | ------ |
| 2015 | Van Amersfoort Racing | Volkswagen | SIL 1 12 | SIL 2 | SIL 3 1 | HOC 1 3 | HOC 2 | HOC 3 1 | PAU 1 3 | PAU 2 | PAU 3 | MNZ 1 5 | MNZ 2 Ret | MNZ 3 | SPA 1 | SPA 2 6 | SPA 3 2 | NOR 1 | NOR 2 3 | NOR 3 4 | ZAN 1 5 | ZAN 2 Ret | ZAN 3 10 | RBR 1 6 | RBR 2 4 | RBR 3 6 | ALG 1 6 | ALG 2 7 | ALG 3 7 | NÜR 1 4 | NÜR 2 5 | NÜR 3 5 | HOC 1 8 | HOC 2 10 | HOC 3 21 | 4.º  | 363.5  |

### GP3 Series
(Clave) (negrita indica pole position) (cursiva indica vuelta rápida puntuable)
| Año  | Escudería      | 1   | 1   | 2   | 2   | 3   | 3   | 4   | 4   | 5   | 5   | 6   | 6   | 7   | 7   | 8   | 8   | 9   | 9   | Pos. | Puntos | Ref.   |
| ---- | -------------- | --- | --- | --- | --- | --- | --- | --- | --- | --- | --- | --- | --- | --- | --- | --- | --- | --- | --- | ---- | ------ | ------ |
| 2016 | ART Grand Prix | BAR | BAR | SPI | SPI | SIL | SIL | BUD | BUD | HOC | HOC | SPA | SPA | MNZ | MNZ | KUA | KUA | YMC | YMC | 1.º  | 202    | [ 87 ] |
| 2016 | ART Grand Prix | 1   | 9   | 1   | Ret | 2   | 3   | 6   | 3   | 5   | 3   | 1   | 6   | 4   | Ret | 3   | 5   | Ret | 9   | 1.º  | 202    | [ 87 ] |

### Campeonato de Fórmula 2 de la FIA
(Clave) (negrita indica pole position) (cursiva indica vuelta rápida puntuable)

| Año  | Escudería    | 1   | 1   | 2   | 2   | 3   | 3   | 4   | 4   | 5   | 5   | 6   | 6   | 7   | 7   | 8   | 8   | 9   | 9   | 10  | 10  | 11  | 11  | Pos. | Puntos | Ref.   |
| ---- | ------------ | --- | --- | --- | --- | --- | --- | --- | --- | --- | --- | --- | --- | --- | --- | --- | --- | --- | --- | --- | --- | --- | --- | ---- | ------ | ------ |
| 2017 | PREMA Racing | SAK | SAK | BAR | BAR | MON | MON | BAK | BAK | SPI | SPI | SIL | SIL | BUD | BUD | SPA | SPA | MNZ | MNZ | JER | JER | YMC | YMC | 1.º  | 282    | [ 88 ] |
| 2017 | PREMA Racing | 3   | 1   | 1   | 4   | Ret | Ret | 1   | 2   | 1   | Ret | 1   | 5   | 4   | 4   | DSQ | 5   | 17  | 9   | 1   | 7   | 2   | 1   | 1.º  | 282    | [ 88 ] |

### Fórmula 1
(Clave) (negrita indica pole position) (cursiva indica vuelta rápida)

| Año     | Escudería                       | 1       | 2        | 3       | 4      | 5       | 6       | 7      | 8       | 9       | 10      | 11      | 12      | 13      | 14     | 15     | 16      | 17      | 18       | 19     | 20       | 21     | 22     | 23     | 24    | Pos. | Puntos |
| ------- | ------------------------------- | ------- | -------- | ------- | ------ | ------- | ------- | ------ | ------- | ------- | ------- | ------- | ------- | ------- | ------ | ------ | ------- | ------- | -------- | ------ | -------- | ------ | ------ | ------ | ----- | ---- | ------ |
| 2016    | Haas F1 Team                    | AUS     | BHR      | CHN     | RUS    | ESP     | MON     | CAN    | EUR     | AUT     | GBR TD  | HUN TD  | GER TD  | BEL     | ITA    | SIN    | MYS     | JPN     | USA      | MEX    | BRA TD   | ABU    |        |        |       |      |        |
| 2017    | Sauber F1 Team                  | AUS     | CHN      | BHR     | RUS    | ESP     | MON     | CAN    | AZE     | AUT     | GBR     | HUN     | BEL     | ITA     | SIN    | MYS TD | JPN     | USA TD  | MEX TD   | BRA TD | ABU      |        |        |        |       |      |        |
| 2018    | Alfa Romeo Sauber F1 Team       | AUS 13  | BHR 12   | CHN 19  | AZE 6  | ESP 10  | MON 18† | CAN 10 | FRA 10  | AUT 9   | GBR Ret | GER 15  | HUN Ret | BEL Ret | ITA 11 | SIN 9  | RUS 7   | JPN Ret | USA Ret  | MEX 7  | BRA 7    | ABU 7  |        |        |       | 13.º | 39     |
| 2019    | Scuderia Ferrari                | AUS 5   |          |         |        |         |         | CAN 3  | FRA 3   | AUT 2   | GBR 3   | GER Ret | HUN 4   | BEL 1   | ITA 1  | SIN 2  | RUS 3   |         |          |        |          |        |        |        |       | 4.º  | 264    |
| 2019    | Scuderia Ferrari Mission Winnow |         | BHR 3    | CHN 5   | AZE 5  | ESP 5   | MON Ret |        |         |         |         |         |         |         |        |        |         | JPN 6   | MEX 4    | USA 4  | BRA 18†  | ABU 3  |        |        |       | 4.º  | 264    |
| 2020    | Scuderia Ferrari                | AUT 2   | EST Ret  | HUN 11  | GBR 3  | 70A 4   | ESP Ret | BEL 14 | ITA Ret | TOS 8   | RUS 6   | EIF 7   | POR 4   | EMI 5   | TUR 4  | BHR 10 | SAK Ret | ABU 13  |          |        |          |        |        |        |       | 8.º  | 98     |
| 2021    | Scuderia Ferrari Mission Winnow | BHR 6   | EMI 4    | POR 6   | ESP 4  | MON DNS | AZE 4   |        |         |         |         |         |         |         |        | RUS 15 |         | USA 4   | MEX 5    | SÃO 5  | QAT 8    | ARA 7  | ABU 10 |        |       | 7.º  | 159    |
| 2021    | Scuderia Ferrari                |         |          |         |        |         |         | FRA 16 | EST 7   | AUT 8   | GBR 2   | HUN Ret | BEL 8~  | NED 5   | ITA 4  |        | TUR 4   |         |          |        |          |        |        |        |       | 7.º  | 159    |
| 2022    | Scuderia Ferrari                | BHR 1   | ARA 2    | AUS 1   | EMI 62 | MIA 2   | ESP Ret | MON 4  | AZE Ret | CAN 5   | GBR 4   | AUT 12  | FRA Ret | HUN 6   | BEL 6  | NED 3  | ITA 2   | SIN 2   | JPN 3    | USA 3  | MEX 6    | SÃO 46 | ABU 2  |        |       | 2.º  | 308    |
| 2023    | Scuderia Ferrari                | BHR Ret | ARA 7    | AUS Ret | AZE 32 | MIA 7   | MON 6   | ESP 11 | CAN 4   | AUT 2   | GBR 9   | HUN 7   | BEL 35  | NED Ret | ITA 4  | SIN 4  | JPN 4   | QAT 5   | USA DSQ3 | MEX 3  | SÃO DNS5 | LVG 2  | ABU 2  |        |       | 5.º  | 206    |
| 2024    | Scuderia Ferrari                | BHR 4   | ARA 3    | AUS 2   | JPN 4  | CHN 4   |         |        |         |         |         |         |         |         |        |        |         |         |          |        |          |        |        |        |       | 3.º  | 356    |
| 2024    | Scuderia Ferrari HP             |         |          |         |        |         | MIA 32  | EMI 3  | MON 1   | CAN Ret | ESP 5   | AUT 117 | GBR 14  | HUN 4   | BEL 3  | NED 3  | ITA 1   | AZE 2   | SIN 5    | USA 14 | MEX 3    | SÃO 53 | LVG 4  | QAT 25 | ABU 3 | 3.º  | 356    |
| 2025*   | Scuderia Ferrari HP             | AUS 8   | CHN DSQ5 | JPN 4   | BHR 4  | ARA 3   | MIA 7   | EMI 6  | MON 2   | ESP 3   | CAN 5   | AUT 3   | GBR 14  | BEL 34  | HUN 4  | NED    | ITA     | AZE     | SIN      | USA    | MEX      | SÃO    | LVG    | QAT    | ABU   | 5.º  | 151    |
| Fuente: |                                 |         |          |         |        |         |         |        |         |         |         |         |         |         |        |        |         |         |          |        |          |        |        |        |       |      |        |

- * Temporada en progreso.

## Balance con compañeros de equipo en Fórmula 1
| Año     | Compañero        | Clasificación | Carrera | Puntos    |
| ------- | ---------------- | ------------- | ------- | --------- |
| 2018    | Marcus Ericsson  | 17-4          | 9-4     | 39-9      |
| 2019    | Sebastian Vettel | 12-9          | 7-10    | 264-240   |
| 2020    | Sebastian Vettel | 15-4          | 10-3    | 98-33     |
| 2021    | Carlos Sainz Jr. | 13-9          | 14-6    | 159-164,5 |
| 2022    | Carlos Sainz Jr. | 15-7          | 12-9    | 308-246   |
| 2023    | Carlos Sainz Jr. | 15-7          | 12-10   | 206-200   |
| 2024    | Carlos Sainz Jr. | 14-9          | 13-8    | 340-290   |
| Fuente: |                  |               |         |           |

## Premios y condecoraciones
| Distinción                                | Año  | Ref.   |
| ----------------------------------------- | ---- | ------ |
| Autosport Awards: Rookie of the Year      | 2017 | [ 90 ] |
| FIA Prize Giving Ceremony: Novato del Año | 2017 | [ 91 ] |
| Autosport Awards: Rookie of the Year      | 2018 | [ 92 ] |
| FIA Prize Giving Ceremony: Novato del Año | 2018 | [ 93 ] |
| Confartigianato Motori Best Young Driver  | 2018 | [ 94 ] |
| Trofeo Pirelli Pole Position              | 2019 | [ 95 ] |
| Confartigianato Motori Driver of the Year | 2020 | [ 96 ] |
| Medalla de Honor Mónaco                   | 2020 | [ 97 ] |
| Trofeo Lorenzo Bandini                    | 2021 | [ 98 ] |